# Bylice (Ukraina)
Bylice (ukr. Биличі) – wieś w rejonie samborskim (wcześniej w rejonie starosamborskim) obwodu lwowskiego Ukrainy, nad Błozewką Starą. Wieś liczy około 848 mieszkańców. Podlega lutowiskiej silskiej radzie.
Wieś położona w powiecie przemyskim, była własnością Jana Lipskiego, została spustoszona w czasie najazdu tatarskiego w 1672 roku. W 1921 r. liczyły około 1310 mieszkańców. W II Rzeczypospolitej miejscowość była siedzibą gminy wiejskiej Bylice w powiecie samborskim.
W 1939 roku urodził się tutaj Bolesław Żuk – polski zootechnik, profesor.

## Ważniejsze obiekty
- Kościół rzymskokatolicki lub cerkiew greckokatolicka